# リンカーン・エルズワース

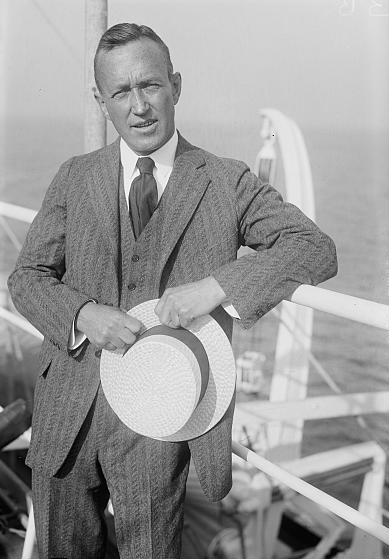
Lincoln Ellsworth

リンカーン・エルズワース（Lincoln Ellsworth、1880年5月12日 - 1951年5月26日）は、アメリカ合衆国の極地探検家である。

## 生涯
シカゴに生まれた。父親は裕福な炭鉱主で1925年にロアール・アムンセンのスピッツベルゲン島からドルニエ・ワール型飛行艇の北極飛行に資金を提供した。この飛行は目標到達前に不時着し、救助されるまで30日間待たねばならなかった。
1926年にエルズワースはアムンセンとともに、イタリアのウンベルト・ノビレが設計、製作した飛行船、ノルゲ号で、スピッツベルゲン島からアラスカへの飛行を行い、5月12日、北極点を通過した。1933年から1939年にかけて、4度南極探検を行った。ノルウェーのニシン漁船を買い取り、ワイアット・アープ号と名づけて航空機を運んだ。1935年11月23日、ダンディー島(Dundee Island)からロス棚氷までの南極大陸横断飛行を行った時に、南極半島のつけ根にあるエルスワース山脈（Ellsworth Mountains）を発見し、センチネル山脈（Sentinel Range）の名をつけたがその名は後にエルスワース山脈の北部の名称となった。飛行中に燃料切れとなり、リチャード・バードが設置したリトル・アメリカ・キャンプ近くに不時着した。無線機の故障により、エルワースとハーバート・ホリック・ケニヨンとともに不時着の連絡が送れなかった。ニュージーランドから、イギリスの救援船が救助に向かった。ほぼ2ヶ月間、リトル・アメリカ・キャンプに避難したあと、2人は翌年の1月16日発見され、4月6日にニューヨークに帰還した。
1937年には、極地における飛行技術の確立により、イギリスの王立地理学会から金メダル（パトロンズ・メダル）を受賞した。
エルスワース山脈のほかに、南極のエルスワースランドや、エルスワース湖にも命名された。アメリカのボーイスカウト協会は名誉スカウトに任命した。